# Köthen (district)
Districtul Köthen este un Kreis în landul Saxonia-Anhalt, Germania. 